# Aspromonte Nemzeti Park
Az Aspromonte Nemzeti Park Olaszország déli részén található, a Calabriai-félszigeten Reggio Calabria, Vibo Valentia és Catanzaro megyék területén. A parkot 1994-ben alapították. Nevét az Aspromonte-hegységről kapta.

## Flóra
A nemzeti park területére jellemző növényfajok: jegenyefenyő, vörösfenyő, bükk, olajfa, mediterrán macchia, vadgesztenye, mirtusz, magyaltölgy, pisztácia, juhar, virágos kőris, enyves éger és molyhos tölgy.

## Fauna
A nemzeti park területére jellemző állatfajok: európai őz, farkas, mókus, mogyorós pele, erdei cickány, uhu, macskabagoly, egerészölyv, kígyászölyv, héja, darázsölyv, fekete harkály, kakukk, keresztcsőrű, búbos banka, bábaszarka, ökörszem, kövi csík, tarajos gőte, keresztes vipera.

## Települései
A park területén a következő települések fekszenek: Africo, Antonimina, Bagaladi, Bova, Bruzzano Zeffirio, Canolo, Cardeto, Careri, Ciminà, Cinquefrondi, Cittanova, Condofuri, Cosoleto, Delianuova, Gerace, Mammola, Molochio, Oppido Mamertina, Palizzi, Platì, Reggio Calabria, Roccaforte del Greco, Roghudi, Sant’Eufemia d’Aspromonte, Sant’Agata del Bianco, Santa Cristina d’Aspromonte, Samo, San Giorgio Morgeto, San Lorenzo, San Luca, San Roberto, Santo Stefano in Aspromonte, Scido, Scilla, Sinopoli, Staiti, Varapodio.